# Мурадов, Ильгар Алимамед оглы
Мурадов Ильгар Алимамед оглы (род. 9 ноября 1957, Нахичевань) — азербайджанский певец, народный артист Азербайджана (2019).

## Биография
Ильгар Мурадов родился в 1957 году в Нахичевани. Он окончил Нахичеванский педагогический институт в 1988 году. С 1982 по 1995 год он работал в студии под руководством пианиста и композитора Рафика Бабаева. Сотрудничал с композитором и пианистом Сиявушем Керими в норвежском проекте и записал компакт-диск с азербайджанскими народными песнями с хором «Skruk» из Норвегии. Он также является отличным исполнителем мугама, тезнифа, народных песен, а также произведений современных композиторов и музыкантов различных народов мира.
Ильгар Мурадов является руководителем акустической студии в Институте Искусств. В 2017 году во дворце Гейдара Алиева состоялся сольный концерт под названием «Время летит».
В 2012 году Ильгар Мурадов был принят в члены Новой Азербайджанской Партии
.

## Награды
- Звание «Заслуженный артист Республики Азербайджан»[3] — 16 сентября 2006 года.
- Звание «Народный артист Республики Азербайджан»[4] — 24 мая 2019 года.

## Дискография
- 2003 — «В честь жертв»
- 2008 — «Мелодия одной жизни»
- 2011 — «Постепенно»

### Синглы
- 2020 — «Привет, Азербайджан!»
- 2020 — «Матери погибших» (совместно с Гюнай Ибрагимли)
- 2021 — «Я ухожу»
- 2021 — «Сестра погибшего»
- 2021 — «Рассвет»
- 2022 — «Я стал тобой»

### Видеоклипы
«Сияю»	
«Просто Я Тебя Очень Люблю»	
«Давайте Познакомимся с Этим Миром»	2003
«Воспоминание» (дуэт с Айгун Казимова) 2004
«Есть Желание»	
«Пожалеешь»	2014
«Земля Моего Сердца» 2017

## Фильмография
1. «Последний бой» (фильм, 1996)
2. «Гасан Аблук» (фильм, 1999)
3. «Новая жизнь» (2005)
4. «Урок благородства» (фильм, 2007)
5. «Танец добра и зла» (фильм, 2015)